# Seijin-shiki
Seijin-shiki (jap. 成人式) – japońska ceremonia osiągnięcia dojrzałości, ustanowiona oficjalnie w 1948 roku. Do roku 1999 odbywała się zawsze w dniu 15 stycznia, ale od 2000 roku przypada na drugi poniedziałek stycznia.
Jest to święto narodowe o nazwie Seijin no Hi (jap. 成人の日) (Dzień Dorosłych).

Dziewczęta podczas seijin-shiki

Z okazji seijin-shiki wszyscy, którzy po 2 kwietnia poprzedniego roku ukończyli 20 rok życia lub osiągną ten wiek do 1 kwietnia bieżącego roku wracają do swoich rodzinnych stron, gdzie pojawiają się w trakcie uroczystości organizowanej przez władze gminne, ubrani w tradycyjne, często niezwykle kosztowne, stroje. Podczas uroczystości przedstawiciel władz informuje wchodzących w okres dojrzałości o ich obowiązkach. Potem następują uroczystości w świątyniach. Organizowane są między innymi ćwiczenia kyūdō, mające pokazać, iż dorosłość jest nieustającym wyzwaniem, któremu można sprostać jedynie dzięki cierpliwości i samokontroli.
W Japonii ukończenie 20 lat pozwala na uczestniczenie w życiu politycznym oraz legalne picie alkoholu, palenie papierosów.

## Pochodzenie święta
Święto wywodzi się z tradycji shintōistycznej, z ceremonii genpuku. Aż do XIX wieku, zgodnie z nakazem zwyczaju, 10-16 letni chłopcy z rodzin samurajskich otrzymywali eboshi wraz z imieniem, którym posługiwali się od tej pory już jako dorośli ludzie. Pewną odmiana tego rytuału była ceremonia kanrei, dokonywana wśród arystokracji. Natomiast chłopcy z ludu otrzymywali fundoshi. Po ceremonii genpuku chłopcy stawali się pełnoprawnymi członkami swojej społeczności. Mogli zakładać rodziny i brać udział w religijnych i politycznych sprawach społeczności.
Dziewczęta z kolei, mogły zawierać małżeństwa po ceremonii zwanej mogi, podczas której otrzymywały kimono. Zwykle działo się to pomiędzy 12 a 16 rokiem życia. W niektórych regionach oznaką dojrzałości były uczernione zęby i zgolone brwi.